# Kamocin
Kamocin [pronunciación en polaco: /kaˈmɔt͡ɕin/] es un pueblo ubicado en el distrito administrativo de Gmina Grabica, dentro del condado de Piotrków, Voivodato de Łódź, en el centro de Polonia. Se encuentra a unos 5 kilómetros al sureste de Grabica, a 11 kilómetros al noroeste de Piotrków Trybunalski, y a 37 kilómetros al sur de la capital regional Łódź.